# Éden (São João de Meriti)
Éden é um bairro do município brasileiro de São João de Meriti, na Baixada Fluminense, Região Metropolitana do Rio de Janeiro, Estado do Rio de Janeiro. Localiza-se em São Mateus (3° distrito), na Região Oeste da cidade.

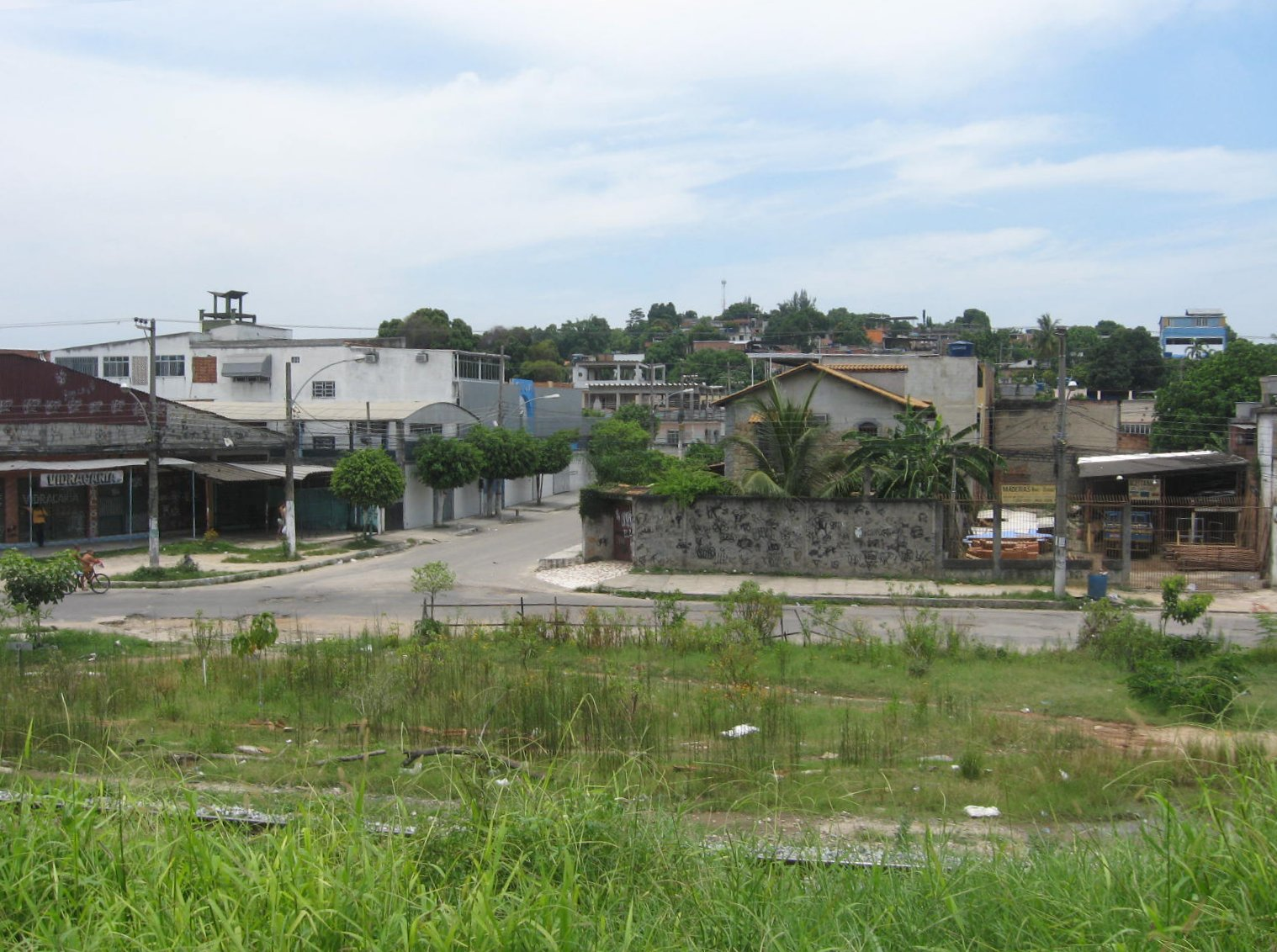
Bairro do Éden.

## História
Antigamente se intitulava Itinga (Em tupi-guarani, água branca). Uma empresa imobiliária interessada na venda de lotes na região descobriu sobre a lenda que descrevia o aparecimento de uma bruxa em noites de lua cheia, intitulada bruxa de Itinga. Tal descoberta não rendeu o esperado, pois a companhia não conseguiu vender os lotes, mas a mudança de nome para Éden (paraíso) foi inevitável.
O Bairro é cortado por uma linha férrea que já teve seu período áureo. A estação se encontra desativada porém a linha férrea ainda é utilizada para o transporte de cargas. Há ainda as ruínas do que foi a antiga estação ferroviária de Éden e o prédio já não existe mais e a sua linha é utilizada pela MRS Logística.

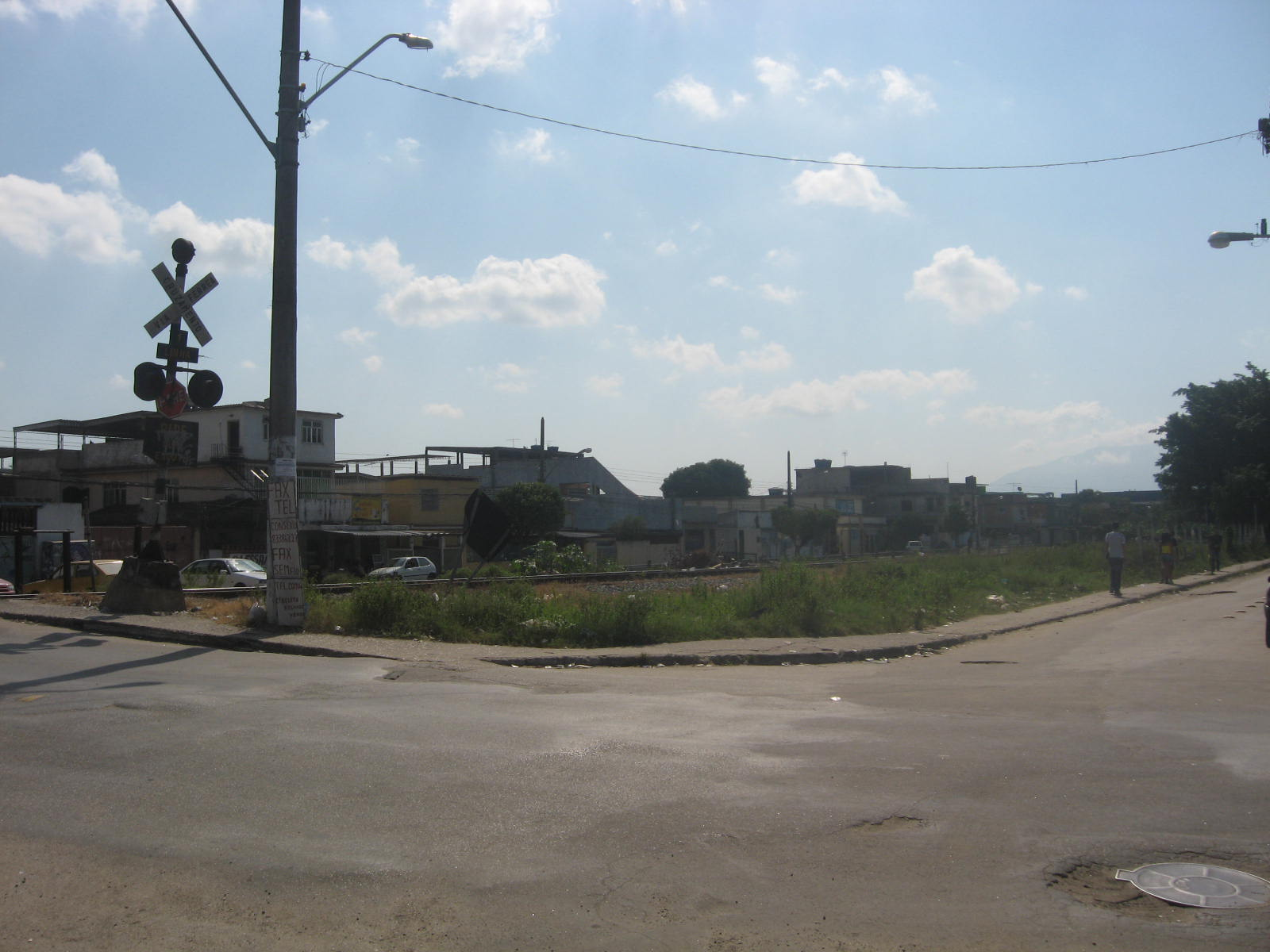
Cruzamento da linha de trem, na Avenida Torres Homem, principal via do bairro.

Contudo, o progresso trouxe um terminal rodoviário, que faz ligação com a capital (Central e Castelo), e possui duas linhas municipais (São João, Araruama, Coelho da Rocha e Vila Norma) e outras intermunicipal (Caxias, Queimados, Nilópolis, Cascadura, Niteroi, Itaguaí, Pavuna, Campo Grande e Cosmorama) além de contar com avenidas asfaltadas. A obra mais marcante foi a construção pelo governo do Estado de uma ampla galeria na Rua Jorge Nanhay extinguindo com uma vala então existente.
O comércio é bastante ativo e conta com farmácias, bares, supermercados e açougues. Algumas de suas ruas principais são Rua Fragata, Doutor Délio Guaraná, Presidente Tancredo Neves (antiga Rua Apolo e Torres Homem) e Antônio Leite Ramalhete.
Há uma localidade conhecida como Gato Preto, um sub-bairro que liga Éden a Nilópolis.
No bairro ainda há várias igrejas evangélicas, sendo as principais a Primeira Igreja Batista em Éden, a mais antiga da região, e a IURD - Igreja Universal do Reino de Deus e Assembleia de Deus dos Últimos Dias; (o povo evangélico é bem numeroso na localidade) e o estádio do Éden Futebol Clube, agremiação esportiva que já conquistou diversos campeonatos de âmbito municipal e intermunicipal. Há duas praças que servem como ponto de encontro dos jovens nos finais de semana. O Colégio Fluminense, o CEJA (Centro Educacional José de Anchieta), o CBE (Colégio Batista de Éden), o CEGRS (Colégio Estadual Gov. Roberto Silveira),o CME (Colégio Meriti de Éden), o Colégio Novo Rumo, o CELV (Centro Educacional Luz e Vida) e os CIEP´s 132 Municipalizado São João Bosco e o CIEP Estadual 397 Paulo Pontes são os principais colégios da região.